# 印何闐
，又名伊莫顿，是古埃及第三王朝法老左塞的御医和大臣。他曾任大维吉尔（Grand Vizier，相当于宰相）、农业大臣以及建筑总监。同时他还是赫利奥波利斯太陽神庙的大祭司。他出身平民，但因智慧過人，学识渊博，受到法老的破格重用。他在整个法老时代受到崇拜，死后被尊为神，名号被刻在法老左塞雕像的基座上。

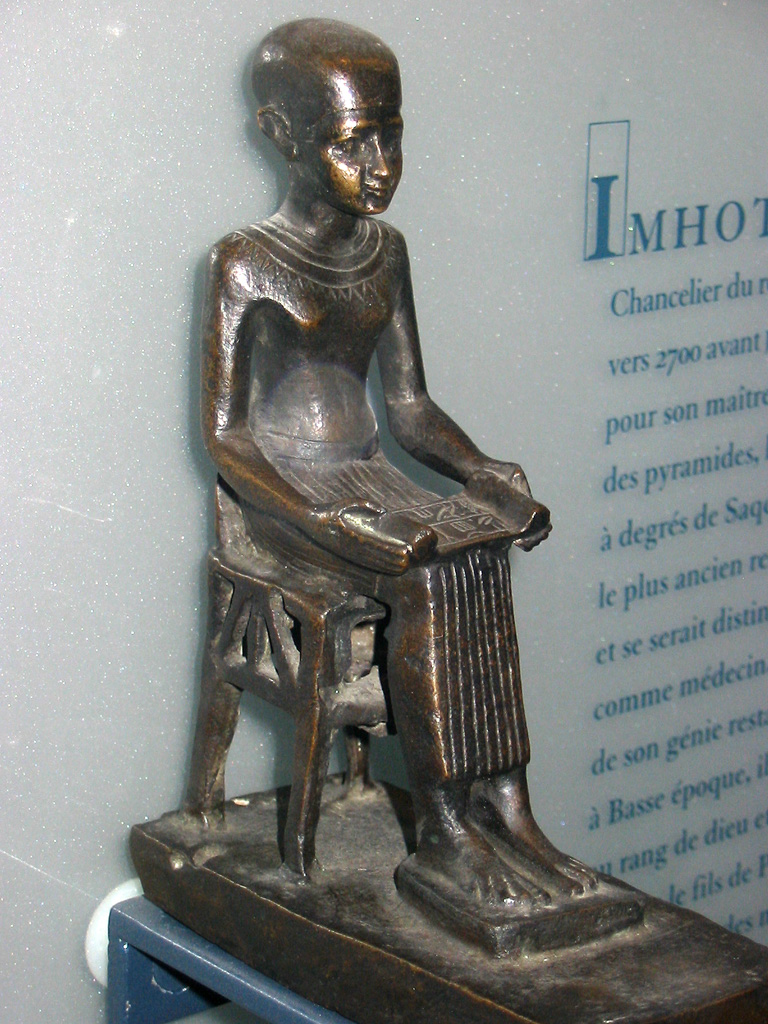
印何闐的雕像，现藏法国巴黎卢浮宫

按照传统的说法，印何闐是古埃及醫學的奠基人，后来便被奉为神，成为医学的祖师爷。他被譽為歷史上第一位留下姓名的建築師與醫師，被奉為醫學之神，据说他还是佐塞金字塔的设计者。

## 生平
印何闐是埃及古王國時期第三王朝第二位法老王左塞的大臣，原是平民出身，因為過人的天分而逐漸爬上高位。印何闐在死後以國禮隆重安葬，以一個平民出身的官員在當時來說是破格待遇。但是他的墳墓在何處至今還是個謎。
據考據，印和闐可能生於孟斐斯近郊的安赫托（Ankhtow）或底比斯南部的吉别林（Gebelen）。印何闐的父親叫卡諾費（Kanofer），是個建築師，母親叫克蕾朵赫（Khreduonkh），是曼底斯（Mendes）人氏，妻子名為洛翡諾費（Ronfrenofert），但是這些資訊都不是很確定。
印和闐死後兩千年之間（即西元前2850至525年），原本大臣的身份逐漸被神化，逐漸被當成神祇崇拜。神話之說中，他的父親是普塔，母親是或塞赫美特，被與希臘傳統中的阿斯克勒庇奧斯相提並論。但其實印何闐本身是平民出身的官員，並非是貴族，只是後人將他神化才有今天的結果。

## 成就

### 醫學
印何闐治療過的疾病超過兩百種，其中有十五種腹腔疾病、十一種膀胱疾病、十種直腸疾病、二十九種眼疾、十八種與皮膚、指甲及舌頭相關的疾病。
美國考古學家詹姆斯·亨利·布雷斯特德猜測《艾德溫·史密斯紙草文稿》的作者是印何闐，但他也強調這個猜測只是個沒有任何根據的純粹猜想:9。

### 建築
左塞曾經在作夢的時候夢見自己在向天上延伸的天梯上行走，醒來後要求當時的印何闐做出一個「延伸到天上的墳墓」，就是後來的階梯金字塔。這個金字塔大約在西元前2630—前2611年間在薩卡拉完成。
印何闐不只完成了法老左塞的「天梯」金字塔，很可能也參與了最後並未完成的塞漢赫特法老金字塔。

## 流行文化中的印何闐

### 電影

#### 《木乃伊》（1932年）
這是由環球公司所製作，1932年上映的電影，也是《神鬼傳奇》系列的靈感來源。
故事內容是說在1921年，英國探險隊挖掘到一個寫著喚醒死者咒語的捲軸，並且在無意間喚醒了高階祭司印何闐。復活之後的印何闐化身成亞頓·貝伊（Ardath Bey，神鬼傳奇中黥面的神秘隊長便則是使用錯體名稱Ardeth Bay），指引兩位考古學家挖出一位公主（印何闐生前的愛人）的墳墓，並且將屍體帶回開羅的博物館。印何闐每夜都潛入博物館，試圖以咒語使愛人復活，公主轉生的女子海倫感應到咒語而昏厥，被考古學家法蘭克所救。印何闐試圖以咒語使公主重生並且獲得永生，代價是要殺死海倫，於是他引誘海倫到水晶之池去施咒，但在最後一刻，當初被用來喚醒印何闐的捲軸被燒毀，於是印何闐也消失了。

#### 《神鬼傳奇》系列
在這部1999年（續集為2001年）上映的好萊塢電影中，布蘭登·費雪飾演一個法國外籍兵團的軍官，在戰敗後被俘虜，遇上瑞秋·懷茲飾演的圖書館員，在因緣際會下，女主角不小心讓被封印的印和闐復活。印和闐欲以女主角為活祭品使愛人安蘇娜姆復活，但卻在最後功虧一簣，被送回了陰間。續集中，男女主角已有一個兒子，因為安蘇娜姆轉世的女子試圖使印和闐復活而再次被捲入危機。
兩集電影中的印和闐皆由南非裔演員亞諾·華斯洛飾演，是一個不幸戀上法老王側室而被處以「蟲噬」極刑，死後成為惡靈無法投胎的悲劇性反派。

## 外部連結
- （英文） 印何闐（2667 BC - 2648 BC）（页面存档备份，存于）, BBC历史
- （英文） Imhotep, Doctor, Architect, High Priest, Scribe and Vizier to King Djoser （页面存档备份，存于）
- 劉育志.  (aspx). 志志的醫界奇觀. 良醫健康網. 2013-05-24  [2021-06-28]. （原始内容存档于2020-10-31） （中文（繁體））.